# Szlak nadbużańskich grodzisk
Szlak nadbużańskich grodzisk – szlak turystyczny w Polsce w Dolinie Dolnego Bugu wyznaczony przez Towarzystwo Ochrony Siedlisk "ProHabitat" w 2008 r. 
Szlak o długości 41 km i oznakowany kolorem zielonym rozpoczyna się w Drohiczynie, obok tamtejszej Góry Zamkowej i prowadzi do miejscowości Bużyski. Wiedzie przez nadbużańskie miejscowości, zlokalizowane w gminach Drohiczyn i Siemiatycze. Charakterystyczną cechą terenu przez który przechodzi szlak jest duże zagęszczenie najstarszych antropogenicznych form terenu, jakimi są grodziska, kurhany i cmentarzyska kurhanowe.

## Przebieg szlaku
Sieniewice, Sady (województwo podlaskie), Sytki, Bujaki, Krupice, Rogawka, Klukowo, Cecele, Skiwy Małe, Skiwy Duże, Narojki, Miłkowice-Paszki, Miłkowice-Maćki, Lisowo, Putkowice Nagórne, Putkowice Nadolne, Wierzchuca Nagórna, Bużyski.